# Balatoni nyár (album)
A Balatoni nyár a KFT együttes 1999-ben megjelent válogatáslemeze, melyet több, különböző, korábban kiadott nagylemezük népszerűvé, ismertté vált dalaiból válogattak össze. Címadó dala, a Balatoni nyár az 1986-os Siker, pénz, nők, csillogás című nagylemezen jelent meg először.

## Számlista[1]
|              | Cím                       | Hossz    | Eredeti album                          |
| ------------ | ------------------------- | -------- | -------------------------------------- |
| 1            | Balatoni nyár             | 4:20     | Siker, pénz, nők, csillogás (1986)     |
| 2            | Bábu vagy                 | 3:31     | 1981 Bábu vagy (válogatáslemez, 1996)  |
| 3            | Száll egy pofon a szélben | 4:34     | Bál az Interneten (koncertalbum, 1996) |
| 4            | Afrika                    | 4:47     | Bál az Operában (1984)                 |
| 5            | Volvo                     | 3:53     | Siker, pénz, nők, csillogás (1986)     |
| 6            | Fantasztikus lány         | 4:21     | Édes élet (1988)                       |
| 7            | Bál az Operában           | 4:28     | Bál az Operában (1984)                 |
| 8            | Rózsák Valériának         | 4:52     | Bál az Operában (1984)                 |
| 9            | Gázgyár                   | 3:12     | Édes élet (1988)                       |
| 10           | Elizabet                  | 4:43     | Siker, pénz, nők, csillogás (1986)     |
| Teljes album |                           | 00:42:41 |                                        |